# La Montagne magique (film d'Anca Damian, 2015)
Pour les articles homonymes, voir La Montagne magique (homonymie).
Pour plus de détails, voir Fiche technique et Distribution.
La Montagne magique est un film d'animation franco-polo-roumain réalisé par Anca Damian. Il est basé sur l'histoire vraie d'Adam Jacek Winkler.

## Synopsis
Adam Jacek Winkler, artiste et alpiniste polonais anti-communiste réfugié à Paris, s’interroge sur son existence et s’engage aux côtés du commandant Massoud en Afghanistan contre les soviétiques dans la guerre d'Afghanistan.

## Fiche technique
- Titre : La Montagne magique
- Réalisation : Anca Damian
- Scénario : Anca Damian et Anna Winkler
- Producteur : Anca Damian et Joanna Ronikie
- Production : Arizona Productions, Aparte Film et Filmograf
- Animateur : Theodore Ushev, Sergiu Negulici, Raluca Popa, Dan Panaitescu et Tomek Ducki
- Montage : Ion Ioachim Stroe
- Musique : Alexander Balanescu
- Pays de production :  Roumanie,  Pologne et  France
- Langue originale : français, anglais ou polonais
- Format : couleur — 1,85:1
- Genre : animation, biopic
- Durée : 85 minutes
- Dates de sortie :
  - France :
    - 17 juin 2015 (Festival international du film d'animation d'Annecy)
    - 23 décembre 2015

  - Roumanie : 16 octobre 2015

## Distribution
- Christophe Miossec : Adam Jacek Winkler (version française)
- Jean-Marc Barr : Adam Jacek Winkler (version anglaise)
- Jerzy Radziwiłowicz : Adam Jacek Winkler (version polonaise)
- Lizzie Brocheré : Anna Winkler (versions française et anglaise)
- Julia Kijowska : Anna Winkler (version polonaise)